# Fieseler Fi 156
Die Fieseler Fi 156 Storch ist ein kolbenmotorgetriebenes STOL-Flugzeug, das erstmals 1936 flog. Entwickelt und gebaut wurde es in den Gerhard-Fieseler-Werken in Kassel aufgrund einer Ausschreibung für ein Kurzstart- und -landeflugzeug mit Langsamflugeigenschaften. Der Storch, wie er wegen seines hochbeinigen Fahrgestells genannt wurde, war das Standard-Kurier- und Verbindungsflugzeug der deutschen Luftwaffe im Zweiten Weltkrieg. Daneben diente es als Beobachtungsflugzeug, und es gab auch eine spezielle Version für Sanitätszwecke. Er wurde auch an die Luftwaffen Finnlands, Italiens, Bulgariens, Kroatiens, Ungarns, Rumäniens, der Slowakei und der Schweiz geliefert.

## Entwicklung

### Konstruktion

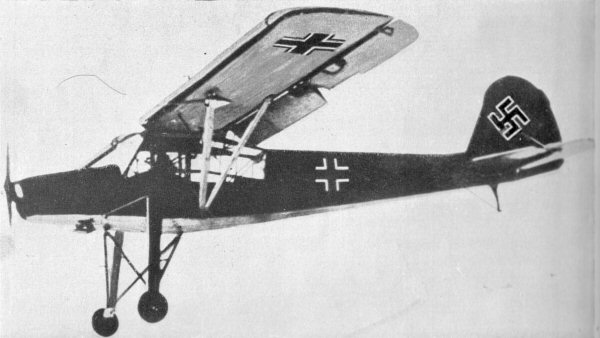
Fi 156 im Langsamflug, gut zu sehen die Landeklappen und der feste Vorflügel

Das Tragwerk war mit starren Vorflügeln über die gesamte Spannweite, statisch ausgeglichenen Schlitz-Querrudern mit Flettner-Ruder über die halbe Spannweite und großen Landeklappen ausgestattet. Das sorgte für gute Langsamflug- und STOL-Eigenschaften. Die Tragflächen ließen sich zum Straßentransport um 90° nach hinten wegklappen. Eine großzügig verglaste Kabine erlaubte eine ausgezeichnete Rundumsicht.
Konstrukteure der Maschine waren Reinhold Mewes und sein Stab, die seit 1934 bei den Gerhard-Fieseler-Werken angestellt waren.

### Prototypen
Es wurden zwei Prototypen hergestellt. Der Erstflug wurde von Gerhard Fieseler am 10. Mai 1936 auf dem Flugplatz Kassel-Waldau durchgeführt. Fieseler übertrug Typeneinfliegern die eigentliche Flugerprobung. Nachdem eine Maschine beim Rollen vom Seitenwind umgeworfen worden war, baute man das Fahrwerk mit deutlich mehr Spurweite.
Aus dem Jahr 1942 sind Bilder der Fi 156 mit dem Kennzeichen D-IAFZ überliefert, mit der erstmals eine aktive Grenzschichtabsaugung zur Auftriebserhöhung erprobt wurde. Die abgesaugte Luft wurde in senkrechten Schlitzen am Hinterrumpf hinter dem Kennzeichen wieder ausgeblasen.

### Varianten

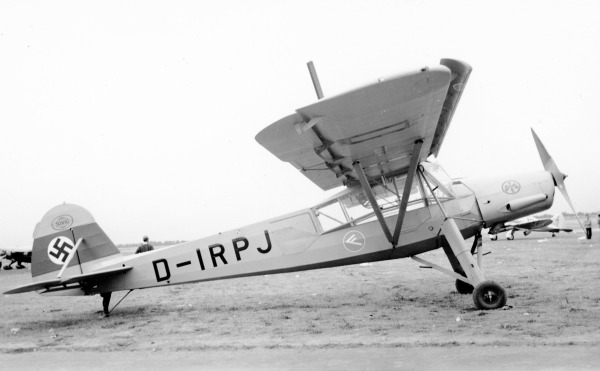
Fi 156 A-01

- Fi 156 V1: Prototyp mit Verstellpropeller aus Metall und der damaligen Registrierung D-IKVN (gebaut im Zeitraum 1935–1936)
- Fi 156 V2: Prototyp mit Holzpropeller. Erstflug am 10. Mai 1936 mit der damaligen Registrierung D-IDVS (gebaut im Zeitraum 1935–1936)
- Fi 156 V3: Wie Prototyp V2. Versuchsmaschine für verschiedene Funkausrüstungen mit der damaligen Registrierung D-IGLI (gebaut im Jahr 1936)
- Fi 156 V4: Wie Prototyp V3. Ausgerüstet mit Schneekufen als Landewerk und Zusatztanks (gebaut im Zeitraum 1936–1937)
- Fi 156 V5: Produktionsprototyp für die A-Serie (gebaut 1937)
- Fi 156 A-0: Vorserienflugzeuge, wie Prototyp V3, 10 Stück produziert (gebaut im Zeitraum 1937–1938)
- Fi 156 A-1: Die erste Produktionsserie für den Einsatz mit einer Produktionsanweisung durch die Luftwaffe von 16 Stück. Das erste Flugzeug wurde Mitte 1937 in Dienst gestellt. Einige Quellen sprechen von lediglich 6 gebauten Mustern (gebaut im Jahr 1938)
- Fi 156 B-0: Ausgerüstet mit neuen, einziehbaren Vorflügeln und einigen aerodynamischen Verbesserungen sowie einer auf 208 km/h erhöhten Geschwindigkeit. Da die Luftwaffe die geringen Differenzen nicht für relevant hielt, wurde die Fi 156 B nicht für militärische Anwendungen produziert. Insgesamt wurden 14 Stück gebaut, die für zivile Zwecke genutzt wurden.
- Fi 156 C-0: Vorserienmodell. Stark mit dem A-Modell verwandt (gebaut im Jahr 1939)
- Fi 156 C-1: Dreisitziges Verbindungsflugzeug, 286 Stück gebaut (gebaut 1939–1940)
- Fi 156 C-2: Zweisitzige Aufklärerversion mit einer erhöhten, vollverglasten, rückseitigen Bewaffnung mit einem MG 15-Maschinengewehr zur Selbstverteidigung. 239 Stück gebaut (im Jahr 1940)
- Fi 156 C-3: Ersatz für die Versionen C-1 und C-2 mit einem Einheitscockpit für alle Einsatzzwecke. 274 Stück gebaut (1940–1941)
- Fi 156 C-3/Trop: Die C-3-Baureihe mit Anpassungen an die Tropen und den Wüsteneinsatz (Lufteinlassfilter). 1742 Stück gebaut (1940–1942)
- Fi 156 C-5: Erweitert um eine Außenlaststation unter dem Rumpf für eine Kameraausstattung oder Abwurftanks. Einige C-5 wurden mit Schneekufen ausgerüstet (gebaut 1941–1945)
- Fi 156 C-5/Trop: Die C-5-Baureihe mit Anpassungen an die Tropen und den Wüsteneinsatz (Lufteinlassfilter); (gebaut 1941–1945)
- Fi 156 C-7: Dreisitziges Verbindungsflugzeug. „Flache“ Verglasung des Cockpits, ähnlich der C-1. 130 Stück gebaut.
- Fi 156 D-0: Vorserie der Sanitätsversion des C-Modells mit einem größeren Cockpit und einer zusätzlichen Tür im hinteren rechten Bereich des Rumpfes zur Beladung mit Tragen. Ausgerüstet mit dem Argus-As-10P-Triebwerk. 20 Stück gebaut (1941)
- Fi 156 D-1: Produktionsversion der D-0. (gebaut 1942–1945)
- Fi 156 E-0: Verbindungsflugzeug wie C-1; 10 Vorserienflugzeuge wurden mit einem Raupenfahrwerk für sumpfiges Gelände ausgerüstet. (gebaut 1941–1942)
- Fi 156 F oder P: Wie C-3 mit Maschinengewehren in den Seitenfenstern und Bombenschlössern sowie Rauchwerfern. (gebaut im Jahr 1942)
- Fi 156 U: U-Jagd-Version. Identisch mit der C-3 mit Wasserbomben. (gebaut 1940)
- Fi 156 K-1: Exportversion der C-1 (gebaut für Schweden)
- Fi 256: Eine Weiterentwicklung des Storchs mit fünf Plätzen; Zwei Serienmuster gebaut durch Morane-Saulnier

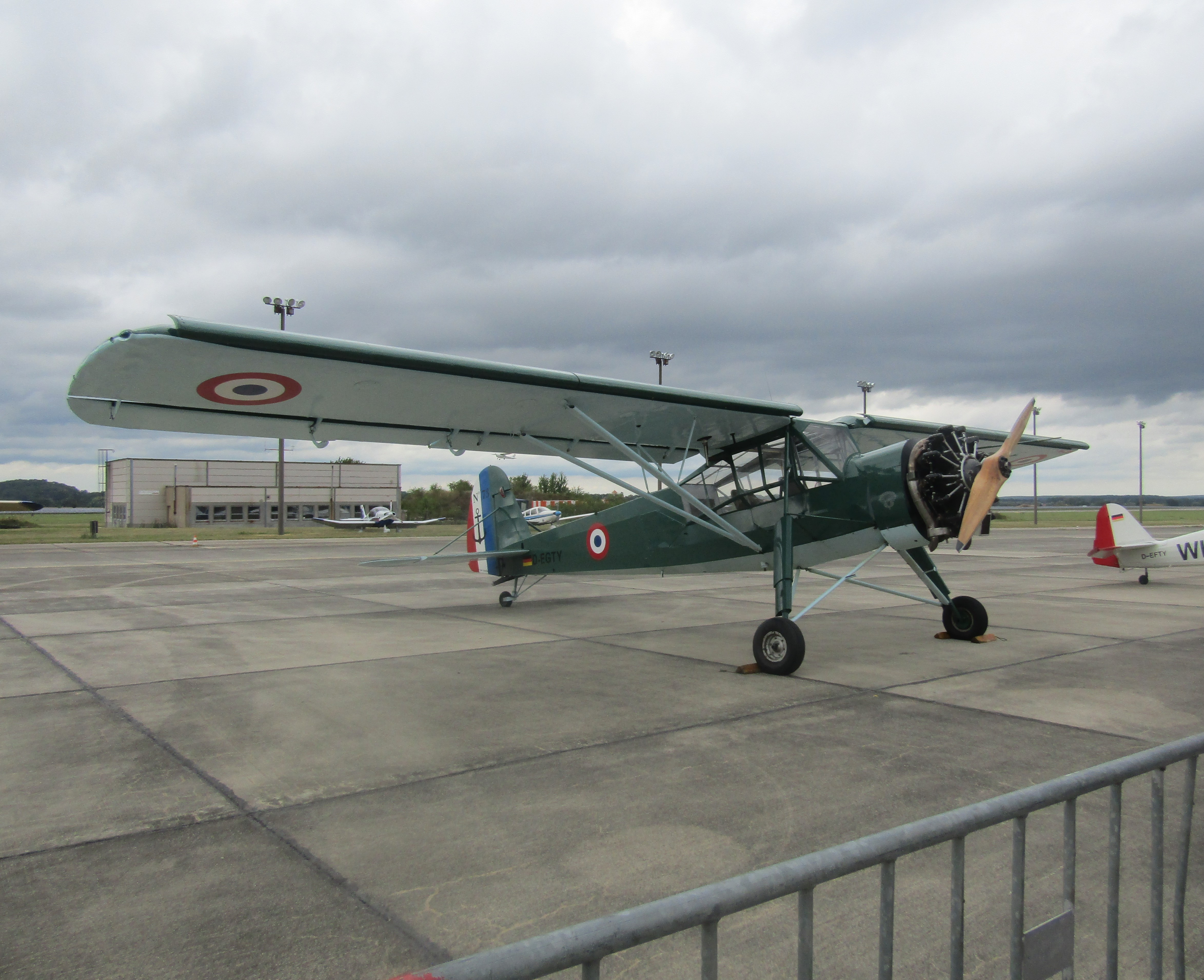
Nachkriegsversion MS-505 des Storchs (D-EGTY) von Morane-Saulnier bei den Bautzener Flugtagen 2019

- MS-500: Nachkriegsversion von Morane-Saulnier mit kleinen Änderungen. Französisch produziert mit einem in Frankreich nachgebauten Argus-Flugmotor
- MS-501: Mit dem Renault-6Q-Flugmotor
- MS-502: Verbindungsflugzeug, nahezu der MS-500 gleich, mit einem Sternmotor Salmson 9ab
- MS-504: Mit einem Sternmotor Jacobs R-755-A2
- MS-505: Aufklärungsversion der MS-500 mit einem Sternmotor Jacobs R-755-A2
- MS-506: Mit einem Lycoming-Flugmotor
- Mráz K-65 Čáp (tschechisch / slowakisch für Storch): Tschechoslowakische Nachkriegsversion
- Slepcev Storch: Nachbau als Ultraleichtflugzeug

Antonow OKA-38 Aist (russisch für Storch): Eine unlizenzierte sowjetische Kopie einer Fi 156, angetrieben durch eine Kopie des Renault MV-6-Flugmotors (ähnlich dem Renault 6Q), die Produktion war in der Startphase, als das Werk 1941 von den Streitkräften des Dritten Reiches überrannt wurde.

## Besondere Flugleistungen

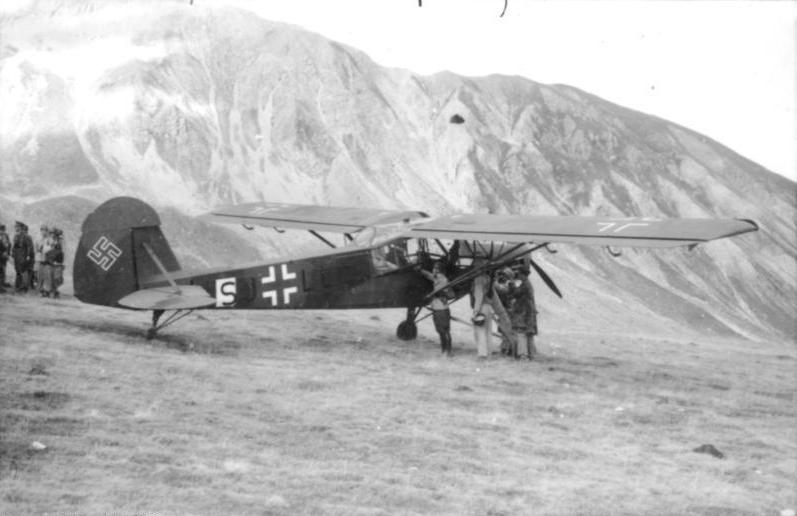
Fi 156 während der Befreiung Benito Mussolinis vom Gran Sasso

Die Konstruktion des Storches ermöglichte ihm eine extrem niedrige Mindestfluggeschwindigkeit von unter 50 km/h. Somit verringerten sich auch die Anforderungen an Start- und Landestrecken. Zum Start reichten dem Storch bei Gegenwind 50 Meter, zum Landen 20 Meter. Das Flugzeug flog langsam genug, um Fernmeldekabel verlegen zu können. Bei entsprechendem Gegenwind konnte der Storch auch „in der Luft stehen“ (Geschwindigkeit über Grund null) oder sich rückwärts bewegen.
Erwin Rommel nutzte 1941 in Afrika einen Fieseler Storch, um Truppenbewegungen zu beobachten. Als es den Briten gelang, eine Maschine zu erbeuten, nutzte auch Rommels Gegenspieler Bernhard Law Montgomery sie fortan als sein persönliches Flugzeug. Andere wurden als persönliche Flugzeuge von Air Vice Marshal Arthur Coningham und Air Vice Marshal Harry Broadhurst verwendet. Broadhurst flog in einer erbeuteten Storch in Nordafrika, Italien und Nordwesteuropa.
Ein spektakulärer Einsatz eines Fieseler Storches war das Unternehmen Eiche, die Befreiung des gestürzten italienischen Diktators Benito Mussolini vom Gran Sasso d’Italia am 12. September 1943.
Am 26. April 1945 war ein Storch eines der letzten Flugzeuge, die während der Schlacht um Berlin auf der improvisierten Landebahn im Tiergarten nahe dem Brandenburger Tor landeten. Geflogen wurde sie von der Testpilotin Hanna Reitsch, die Generalfeldmarschall Robert von Greim von München nach Berlin flog.
Internationale Anerkennung erlangten die Störche, als am 19. November 1946 eine Douglas C-53 Skytrooper der USAAF am Gauligletscher in der Schweiz verunglückte. Alle zwölf Personen an Bord überlebten den Absturz. Die aufwändigen Rettungsversuche der Amerikaner misslangen allesamt, doch mit den Störchen der Schweizer Flugwaffe konnten die zwölf Verunglückten (darunter zwei US-Generäle und weitere hohe Offiziere) nach fünf Nächten gerettet werden (siehe Flugunfall auf dem Gauligletscher). In der Schweizer Flugwaffe war der Storch bis 1963 im Dienst.

## Produktion

### Deutschland

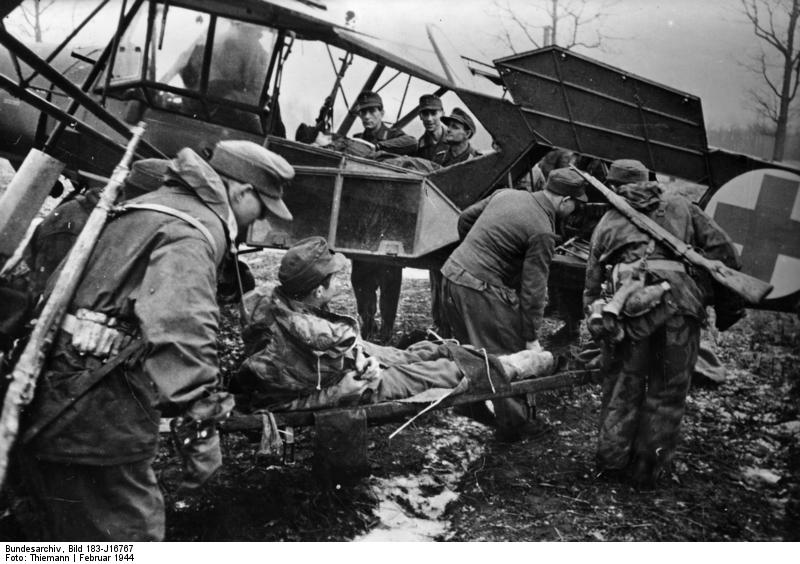
Verwundetentransport mit Fi 156 an der Ostfront (1944)

Eine erste Vorserie von Fi 156 A-0 wurde 1938 gebaut, gefolgt von den in geringer Stückzahl gebauten Zivilversion B-0 und B-1 sowie den in größerem Umfang gebauten Militärversionen C-0 (Vorserie), C-1 (Verbindungsflugzeug) C-2 (Aufklärer). Die Fi 156C hatte ein bewegliches 7,92-mm-MG 15-Maschinengewehr als Defensivbewaffnung und wurde zunächst von Argus-As-10C-Motoren angetrieben, während die C-3 als Mehrzweckflugzeug den verbesserten As 10P erhielt. Die C-5 konnte zusätzlich eine Zuladung von drei 50-kg-Bomben, einer 135-kg-Mine, einer Kameraausstattung oder einen Zusatztank aufnehmen, der eine Reichweite von 1010 km erlaubte. Die Versionen D-0 mit Argus-As-10C-Motor und D-1 mit As 10P verfügten über eine größere Kabine und konnten durch Aufnahme einer Trage als Sanitätsflugzeuge eingesetzt werden. Eine Version E-0 mit Raupenfahrwerk für Landungen in sumpfigen Gebieten wurde erfolgreich erprobt. Auch eine verbesserte Nachfolgeversion Fi 256 mit fünf Sitzplätzen wurde gebaut. Zusätzlich wurde eine Vertriebsserie aufgelegt, die während des Krieges exportiert wurde. Einige Flugzeuge aus dieser Serie wurden auch an deutsche Dienststellen geliefert.
Fieseler blieb bis 1942 Alleinlieferant, sollte sich dann jedoch verstärkt auf den Bau von Jagdflugzeugen konzentrieren, weshalb die Produktion auf weitere Werke in den besetzten Gebieten ausgeweitet wurde.

### Tschechoslowakei

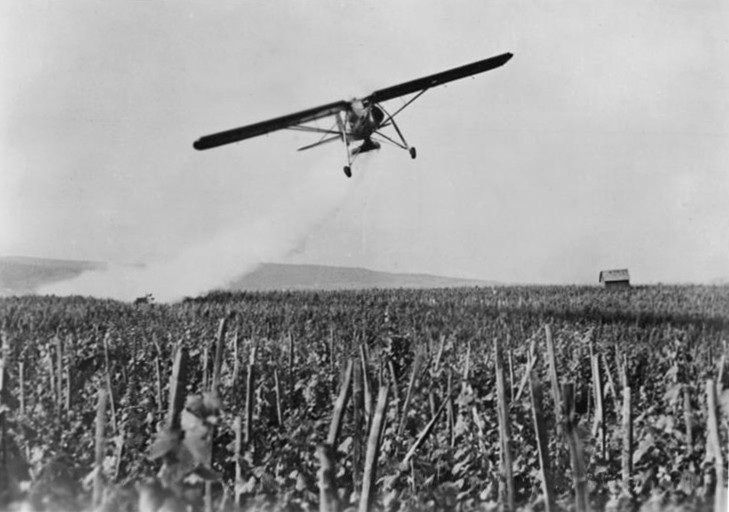
Pestizid-Sprüheinsatz im Weinbau bei Bratislava (1951)

Da Fieseler sich ab 1944 auf die Fertigung der Focke-Wulf Fw 190 konzentrieren sollte, wurde ab Dezember 1943 die Produktion in Kassel eingestellt und zu Leichtbau Budweis (LBB) verlagert. Ab 1944 wurde erneut umgelagert zu Beneš-Mráz in Chotzen im damaligen Reichsprotektorat Böhmen und Mähren. Dort wurden bis zum Kriegsende noch 138 Stück Fi 156 gebaut. Die Produktion wurde auch nach dem Kriegsende unter der Bezeichnung K-65 Čáp [ˈtʃɑp] (tschechisch für Storch) fortgeführt und erst 1949 eingestellt. Auf Basis der K-65 wurde im Anschluss bei Aero die L-60 als Nachfolger entwickelt.

### Frankreich
Ab April 1942 fertigte die französische Firma Morane-Saulnier die ersten Fi 156. Nach der Befreiung wurde die Produktion für die Armée de l’air weitergeführt. Das Flugzeug wurde nach Kriegsende mit kleinen Änderungen (z. B. größere Räder, Metallpropeller) zunächst in der Originalvariante als MS 500 gebaut, bis die vorhandenen Argus-Motoren aufgebraucht waren, danach mit weiteren Änderungen (z. B. nach oben zur Tragfläche hin öffnender Tür, außerhalb der Tragflächen laufende Benzinleitungen) als MS 502 „Criquet“ („Grille“) mit Salmson-9ab-240-PS-Sternmotor und als MS 505 mit Jacobs-R755-305-PS-Sternmotor. Es wurden 141 Exemplare für das Deutsche Reich gefertigt und 925 Exemplare für die Armée de l’air. Die Flugzeuge wurden noch im 1954 endenden Krieg um Französisch-Indochina eingesetzt. Im dortigen feuchten Klima zeigten sich allerdings Schwächen der Holzbauweise. Die Tragflächen wurden im Laufe der Produktion der MS 500 sowie für die folgenden Modelle auf Metallbauweise umgestellt. Im Jahr 1965 wurde die Produktion eingestellt.

### Rumänien
Eine weitere Lizenz-Produktion wurde 1943 bei IAR (Întreprinderea de construcţii aeronautice româneşti) in Bukarest begonnen, aber nur zehn Stück wurden noch für Deutschland gefertigt, ehe Rumänien im August 1944 die Seiten wechselte. Anschließend wurden weitere 70 Stück für den eigenen Bedarf gebaut, bis die Produktion 1946 eingestellt wurde.

### Sowjetunion

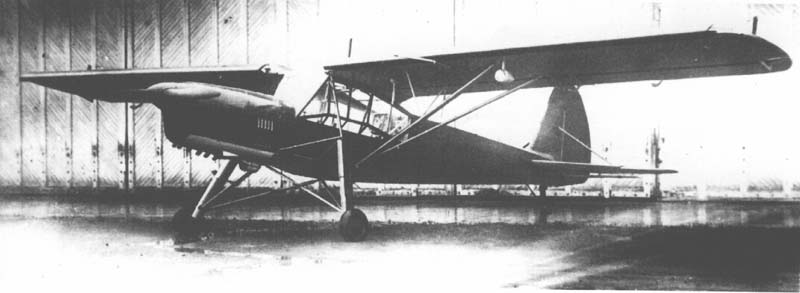
Sowjetische Storch-Kopie OKA-38 (1940)

Bereits um 1940 entstand bei ANBO in Kaunas (Litauen) eine nichtlizenzierte Kopie des Flugzeugs in der UdSSR, die Antonow OKA-38. Sie war mit einer Kopie des französischen Renault-MV-6-Motors bestückt. Die Fabrik hatte zuvor schon eigene Aufklärungsflugzeuge gefertigt und war daher ausgesucht worden, den Storch-Nachbau zu fertigen. Allerdings wurde die Fabrik während des deutschen Vormarschs am 22. Juni 1941 bombardiert und die gesamte Produktion vernichtet. Sie wurde nicht wiederaufgenommen.

## Produktionszahlen
| Version        | GFW      | Morane | Mráz | LBB | Summe    |
| -------------- | -------- | ------ | ---- | --- | -------- |
| Versuchsmuster | 3        |        |      |     | 3        |
| A-0            | 10       |        |      |     | 10       |
| B-0            | 14       |        |      |     | 14       |
| C-1            | 286      |        |      |     | 286      |
| C-2            | 239      |        |      |     | 239      |
| C-3            | 261      |        |      | 13  | 274      |
| C-3tp          | 1005     | 737    |      |     | 1742     |
| C-5            | 1        |        |      |     | 1        |
| C-7            |          | 47     | 33   | 50  | 130      |
| D-0            | 20       |        |      |     | 20       |
| D-1tp          | 107      |        |      | 10  | 117      |
| D-2            |          |        | 24   |     | 24       |
| C-7/D-2        |          |        | 17   |     | 17       |
| F-0            | 3        |        |      |     | 3        |
| Vertriebsserie | ca. 30   |        |      |     | ca. 30   |
| Summe          | ca. 1979 | 784    | 74   | 73  | ca. 2911 |

Quelle: Unterlagen aus dem Bundesarchiv/Militärarchiv Freiburg, Bestand RL 3

## Technische Daten

Dreiseitenriss der Fi 156 C-3

| Kenngröße              | Daten (Fi 156 C-3)                                                                            |
| ---------------------- | --------------------------------------------------------------------------------------------- |
| Besatzung              | ein Pilot und zwei Beobachter                                                                 |
| Länge                  | 9,90 m                                                                                        |
| Spannweite             | 14,25 m                                                                                       |
| Breite                 | 4,75 m mit beigeklappten Flächen                                                              |
| Höhe                   | 3,05 m                                                                                        |
| Flügelfläche           | 26,00 m²                                                                                      |
| Flügelstreckung        | 7,8                                                                                           |
| Leermasse              | 935 kg                                                                                        |
| max. Startmasse        | 1320 kg                                                                                       |
| Flächenbelastung       | 51–62 kg/m²                                                                                   |
| Antrieb                | ein luftgekühlter V8-Motor Argus As 10C                                                       |
| Startleistung          | 240 PS (177 kW)                                                                               |
| Höchstgeschwindigkeit  | 175 km/h in Meereshöhe                                                                        |
| Reisegeschwindigkeit   | 150 km/h                                                                                      |
| Landegeschwindigkeit   | 61 km/h                                                                                       |
| Mindestgeschwindigkeit | 51 km/h                                                                                       |
| Dienstgipfelhöhe       | 4800 m                                                                                        |
| Reichweite             | 510 km                                                                                        |
| Bewaffnung             | ein 7,92-mm-MG 15, bis zu drei 50-kg-Bomben oder eine 135-kg-Wasserbombe oder 48 Schüttbomben |

## Fieseler Storch heute

### Erhaltene Flugzeuge

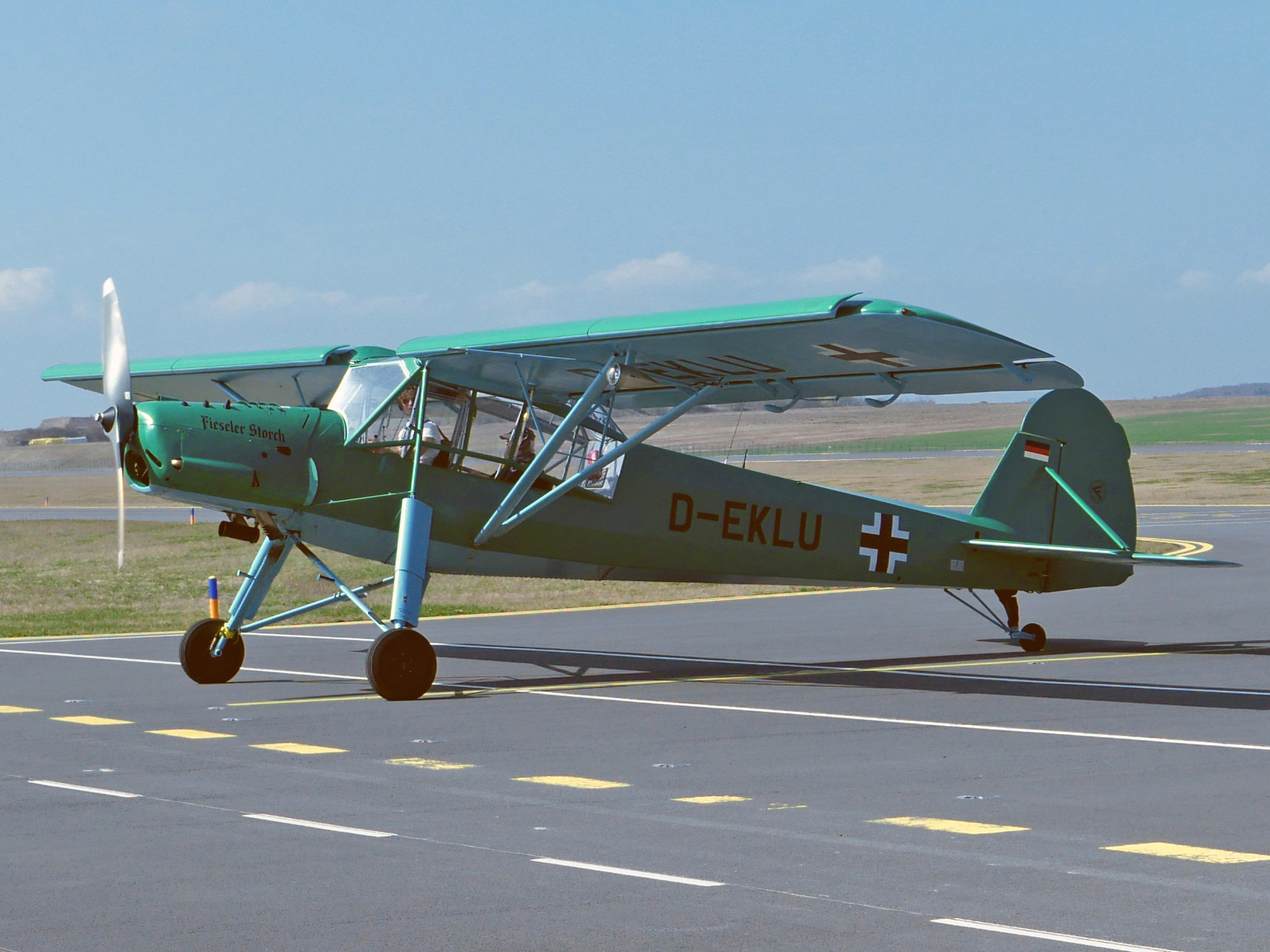
Die D-EKLU des Vereins Fieseler Storch für Kassel e. V. auf dem Flughafen Kassel, April 2015

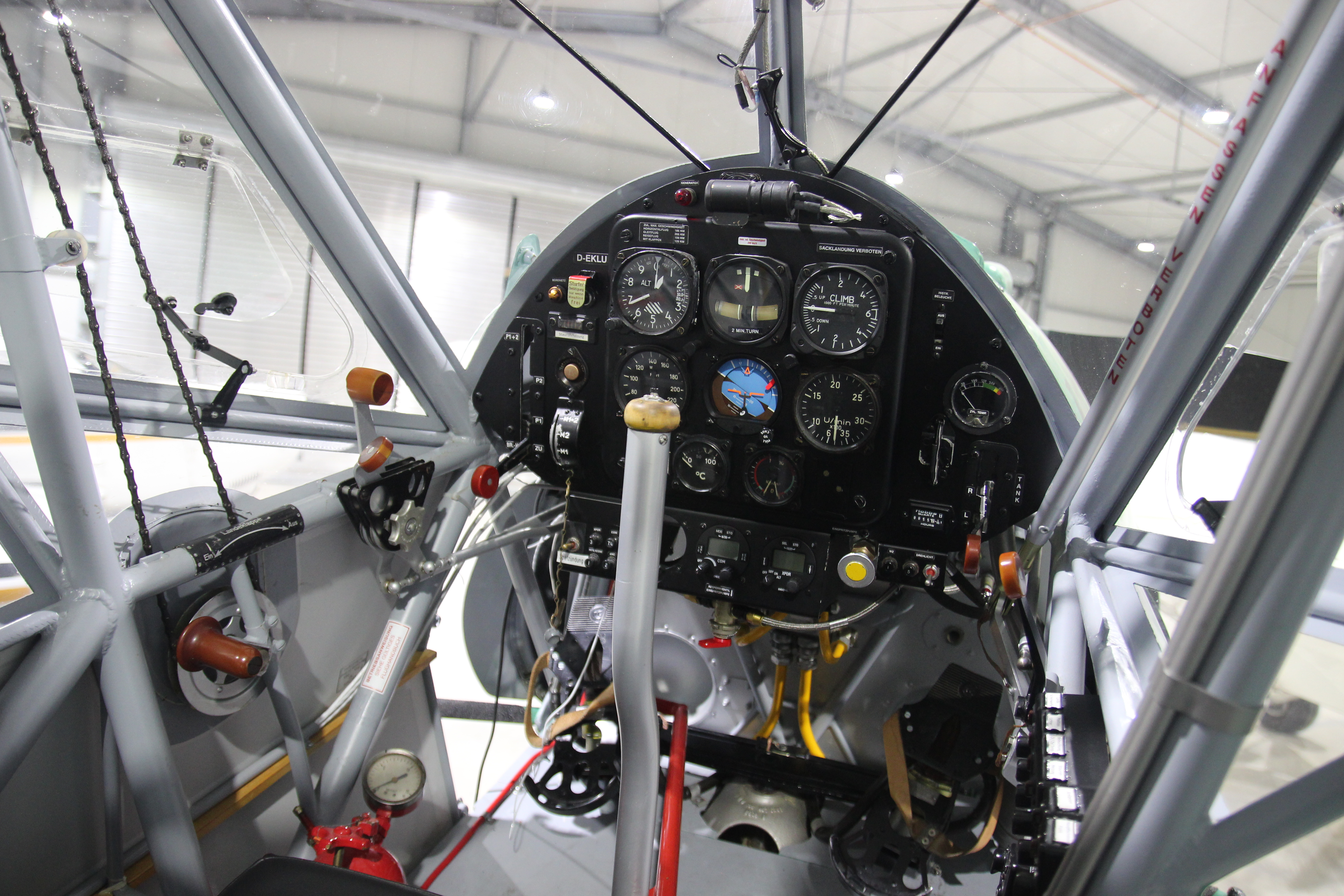
Das Cockpit der D-EKLU, Februar 2020

Das letzte Exemplar der original in Kassel gebauten Fieseler Fi 156 C-3/Trop in der Sanitätsausführung aus dem Jahre 1943 mit dem Kennzeichen D-EKLU ist nach einigen Stationen im Hessischen Landesmuseum, bis 1994 in Halle 6 der Heeresflieger Staffel 2 (1994 aufgelöst) auf dem Heeresflugplatz Fritzlar und im Kasseler Hauptbahnhof derzeit am Flughafen Kassel-Calden beheimatet. Nach sechsjähriger Restaurierung durch einen Förderverein ist die Maschine im September 2011 bereits zu Testflügen gestartet. Sie ist mittlerweile als so genanntes Normalflugzeug (wieder) zugelassen. Im Zweijahresrhythmus wird das Flugzeug im Rahmen des Flugplatzfestes ausgestellt.
Im Finnischen Luftfahrtmuseum in Vantaa befindet sich ein Storch (Ausführung K-1), der wahrscheinlich in Kassel gebaut wurde. Das Flugzeug (Werknummer 4230/39) war vom finnischen Verteidigungsministerium im Jahr 1938 bestellt worden und diente bis 1960 als Verbindungsflugzeug der finnischen Luftstreitkräfte.
Am Flugplatz Damme fliegt die einzige existierende flugfähige Sanitätsversion des Fieseler Storch (Fi 156 D-2) mit dem Kennzeichen D-EMAV, der 1944 mit der Werk-Nr. 475303 bei Mráz hergestellt wurde.
Ein aus Teilen mehrerer Maschinen zusammengesetztes Flugzeug befindet sich in Privatbesitz, wird jedoch zeitweise in der Flugwerft des Deutschen Museums, Flugwerft Schleißheim ausgestellt. Das Flugzeug ist flugfähig und mit dem Kennzeichen D-EAWD zugelassen. Ein weiterer Storch der Schweizer Flugwaffe mit dem Kennzeichen A-96 und zusätzlich montiertem Skifahrwerk für Gletscherlandungen gehört zum Bestand des Museums und ist seit der Wiedereröffnung der Luftfahrthalle des Haupthauses im Juli 2022 dort zu sehen.
Am 6. Mai 2008 fand der Erstflug eines als Fieseler 156 C-7 restaurierten Storchs in Bonn/Hangelar statt. Die Restaurierung erfolgte durch den Luftfahrttechnischen Betrieb Dirk Bende. Er ist mit dem Kennzeichen D-EVDB zugelassen und wird unter anderem auch für Rundflüge und Filmaufnahmen genutzt.
Ein flugfähiger Storch ist in Österreich mit dem Kennzeichen OE-AKA zugelassen. Die 1943 gebaute Maschine war zunächst unter der Typenbezeichnung S14B bei den schwedischen Luftstreitkräften im Einsatz und wurde nach dem Krieg zunächst als Schlepper für Segelflugzeuge am Flugplatz Wiener Neustadt/Ost verwendet. Die Maschine befindet sich heute in Privatbesitz.
In der Dauerausstellung des Wiener Heeresgeschichtlichen Museums befand sich ein sehr gut erhaltener Fieseler Storch Fi 156 C-3, der von der deutschen Wehrmacht als Verbindungs- und Aufklärungsflugzeug eingesetzt wurde. Nach mehr als 25 Jahren wurde das Flugzeug im Juni 2025 in den Besitz des Technischen Museums Wien rücküberführt.
Ein weiteres unverändertes Original der Ausführung B befindet sich derzeit als Dauerleihgabe im Hangar II des ehemaligen Fliegerhorstes Crailsheim, wo die Maschine während des Krieges als Bestandteil des III. Infanterieregiments Großdeutschland unter Oberstleutnant Eugen Garski stationiert war. Sie ist dort ins Deckengebälk eingehängt. Die ehemalige Flughalle wird heute als Autohaus und Veranstaltungshalle genutzt; das Exemplar ist zu den Öffnungszeiten frei zugänglich.
Weitere Exemplare befinden sich im britischen RAF Cosford Aerospace Museum (Rufzeichen GM+AK), im schwedischen Flygvapenmuseum in Linköping sowie im Verkehrshaus der Schweiz in Luzern.
Es gibt noch andere Nachbauten, wie die Criquet von Criquetaviation mit dem neuen, in Australien gefertigten Rotec-2800 (einem 120 PS leistenden Siebenzylinder-Sternmotor). Ab 1991 wurde eine Nachbauversion im 3:4-Maßstab von Viktor Slepcev gezeichnet. Sie verfügt über ähnliche Kurzstart- und Landeeigenschaften wie das Original. In Deutschland fliegt (als Experimental zugelassen) die D-EPEG. Diese Flugzeuge werden als Metallbausatz ohne Bespannung und Motor oder komplett mit Rotax-Motor in Novi Sad gefertigt.

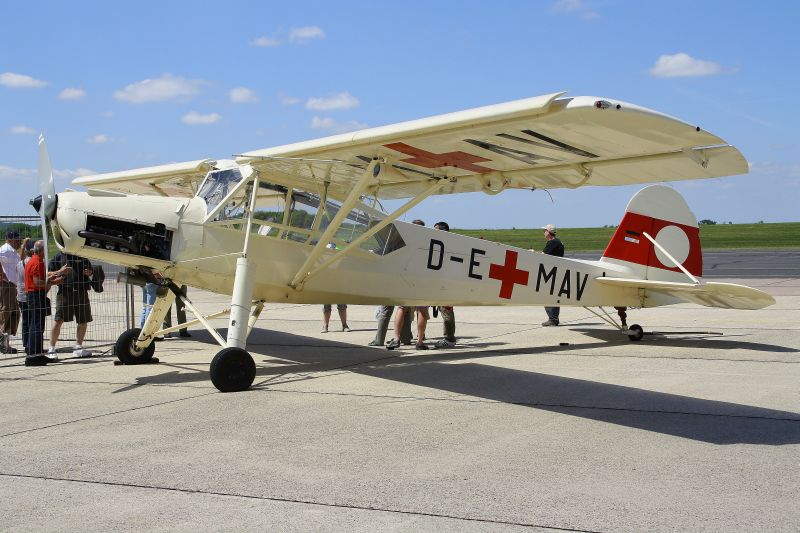
D-EMAV, Bj. 1944, Flugplatzfest, Kassel 2010
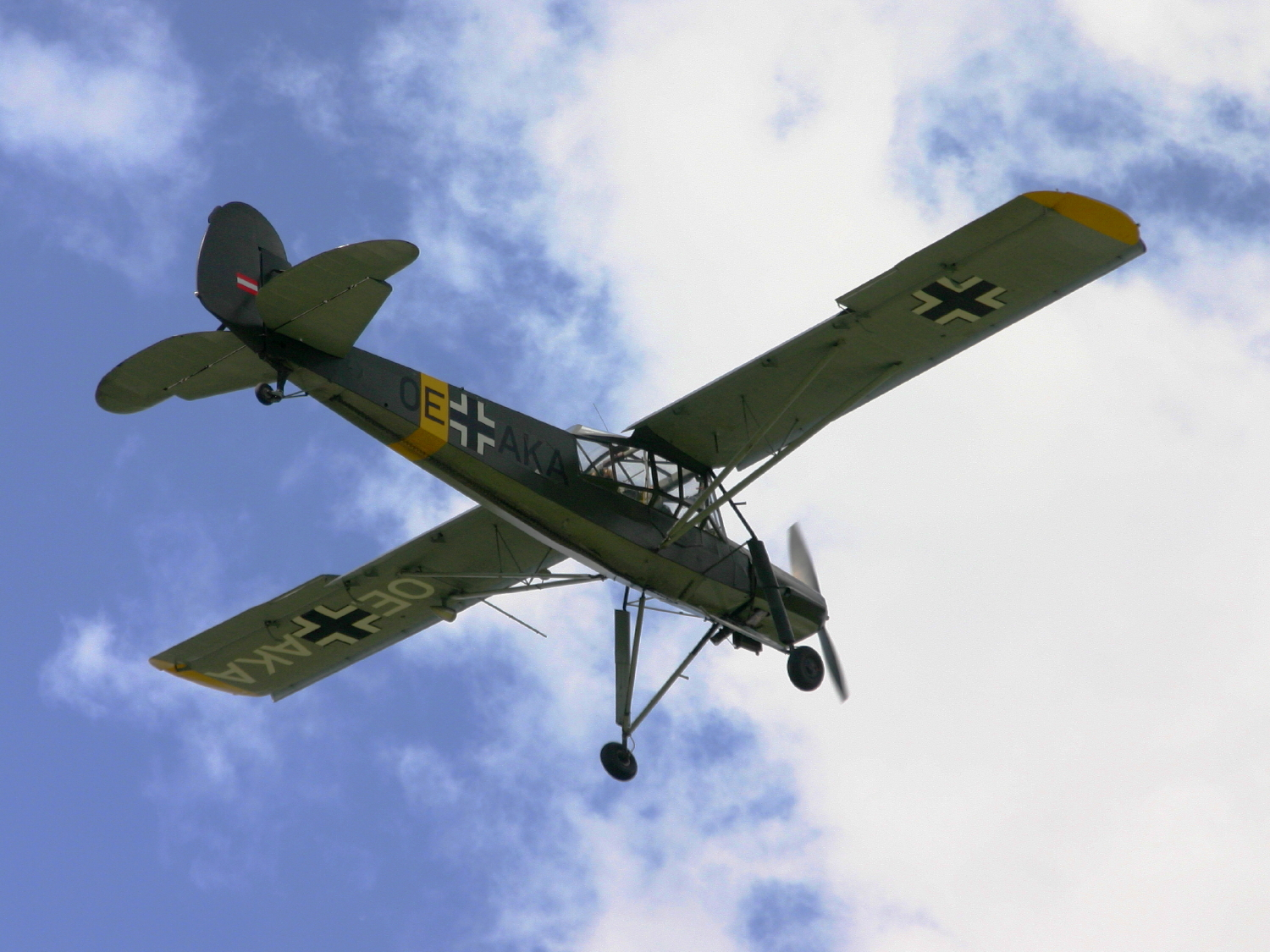
OE-AKA (Baujahr 1943)
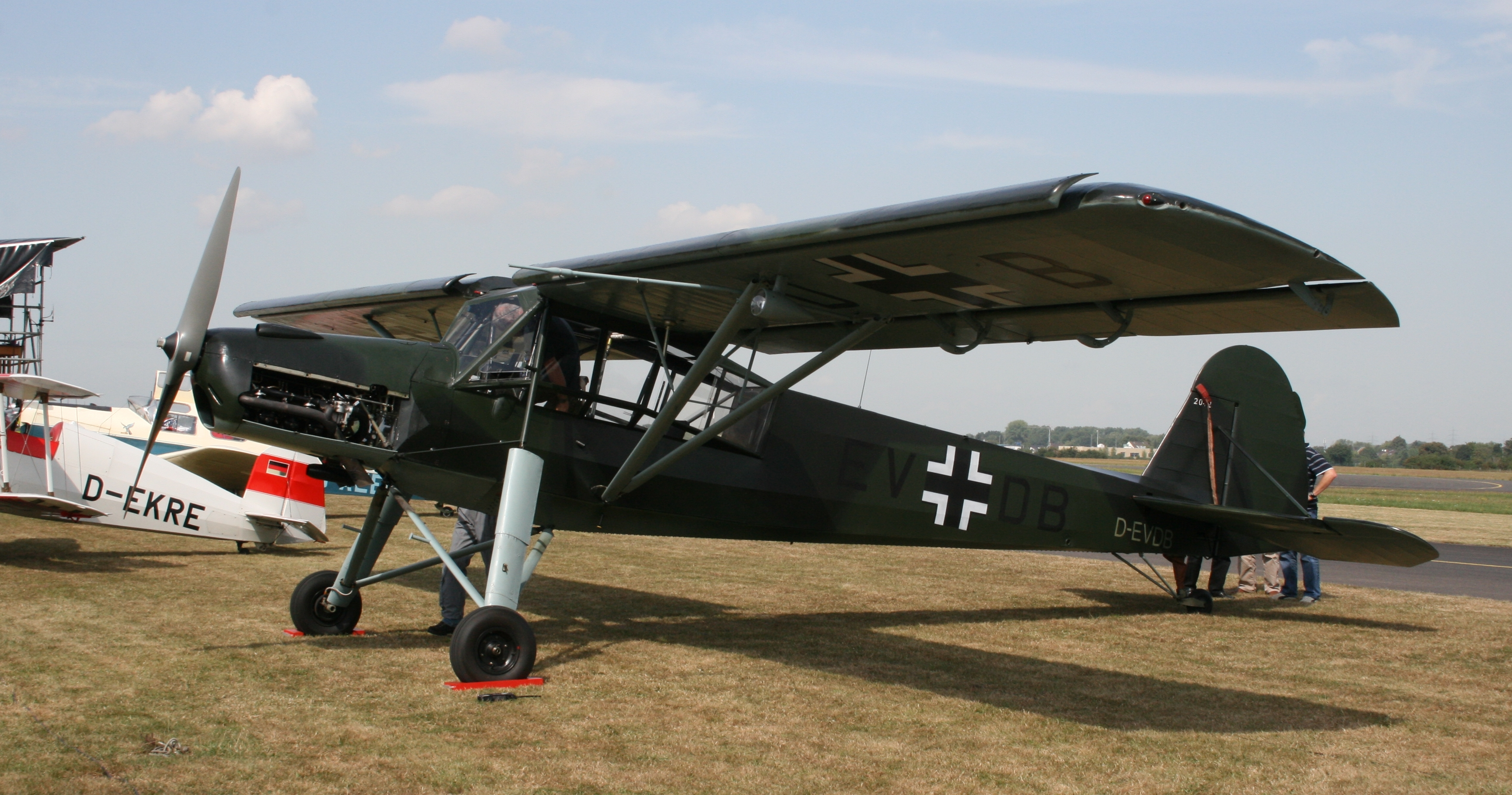
D-EVDB auf dem Flugplatz Bonn/Hangelar (2009)

### Fieseler Storch Flugsimulator

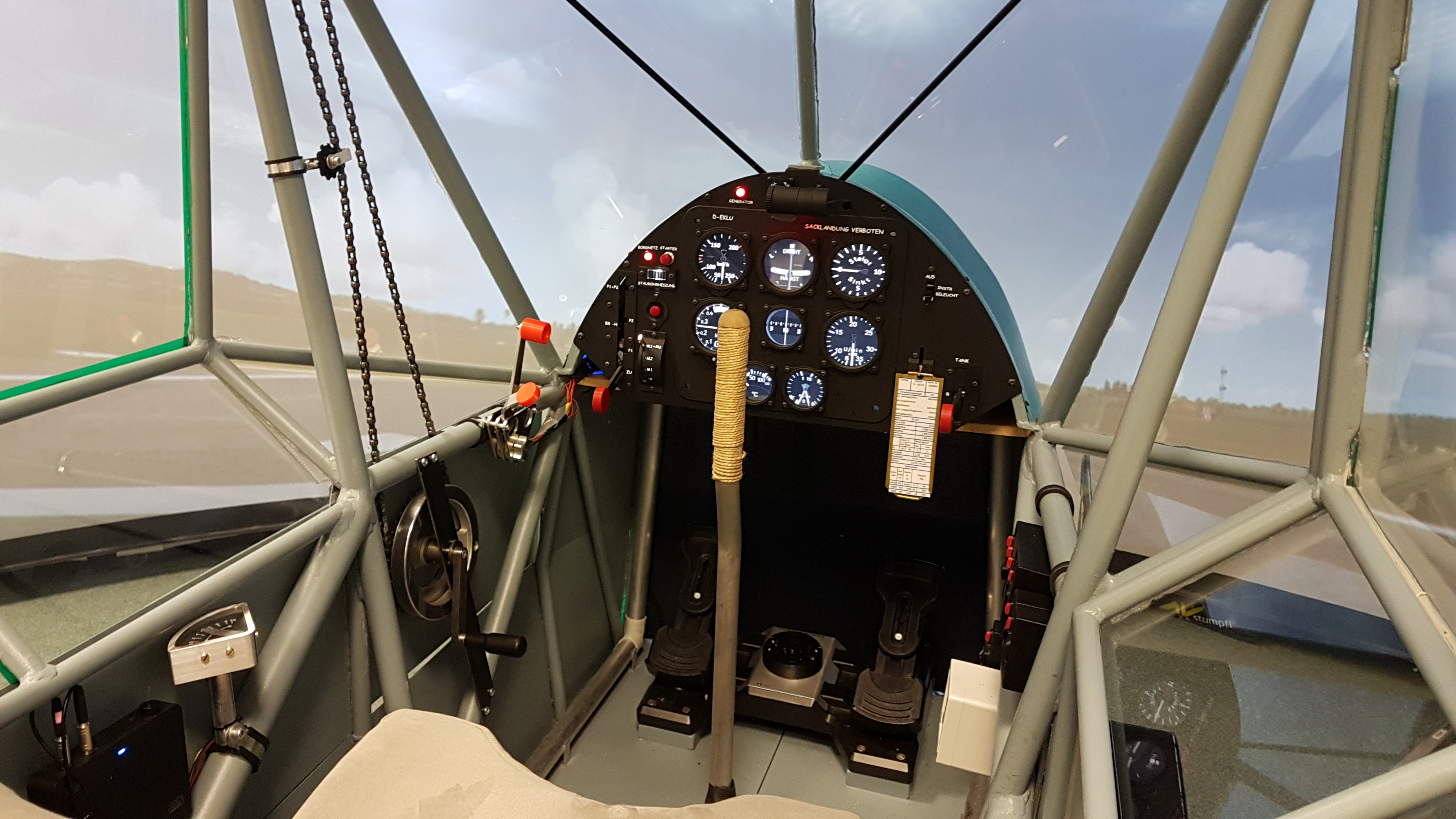
Blick ins Cockpit des Fieseler Storch Flugsimulators im Kassel Airport (2019)

Als Aufgabenstellung für eine interdisziplinäre Zusammenarbeit vieler Gebiete der Ingenieurwissenschaften führte von Juni 2015 bis Mai 2018 das Fachgebiet Anlagen- und Hochspannungstechnik der Universität Kassel das Projekt Storch Flugsimulator 1.0 durch. Der entstandene Simulator, in dem alle Bedienelemente des historischen Storch-Cockpits im Maßstab 1:1 in Funktion integriert sind, erzeugt über eine gebogene 180° Großbild-Leinwand um den Piloten herum ein realistisches Flugerlebnis. Seit 2019 steht der Simulator in der Trägerschaft des Fieseler Storch Flugsimulator e. V. im Terminal des Kassel Airports allen Interessierten zur Nutzung zur Verfügung und bringt den seit 1935/36 in Kassel entwickelten und gebauten Storch der Öffentlichkeit näher.